# Combatants for Peace
Combatants for Peace (Hebreeuws: לוחמים לשלום; Arabisch: مقاتلون من أجل آلسلام; Nederlands: Strijders voor Vrede) is een Israëlisch-Palestijnse vredesgroep. De groep begon met een brief van Israëlische militairen aan de toenmalige premier Ariël Sjaron, waarin zij schreven niet langer in bezet gebied te zullen dienen. De vredesgroep bestaat uit vroegere vijanden: voormalige soldaten en officieren van het Israëlische defensieleger en Palestijnse strijders die vaak in Israëlische gevangenschap hebben gezeten. In 2006 is men naar buiten getreden als beweging van ex-strijders die zich inzet voor een geweldloze beëindiging van het Israëlisch-Palestijnse conflict. Zij treden vaak als duo’s op voor scholieren en studenten; zetten binationale groepen op om de diverse activiteiten uit te voeren. Zij willen beide politieke kampen laten zien dat dialoog en samenwerking als vredespartners mogelijk is.

## Film
Disturbing the Peace, documentaire over hun geweldloze strijd uit 2016 Deze film werd onder andere getoond op het "Movies that Matter Festival in Den Haag.